# Pozemni mravari
Pozemni mravari (lat. Formicariidae) su porodica u redu vrapčarki među kojima čine poseban podred furnari. Žive u suptropskom području Srednje i Južne Amerike. 

## Opis
Duge su između 10 i 20 cm i srodne vrstama porodica Thamnophilidae i Conopophagidae. U ovu porodicu spada 12 vrsta u dva roda.
Ove šumske ptice se hrane kukcima na zemlji ili blizu nje, jer su se mnoge specijalizovale jedenju mrava. Većina ih je tmurnih boja. U odnosu na druge ptice koje su specijalizovane za praćenje mrava, ove su najpovazanije za tlo. Duge snažne noge i skoro potpuno nestali rep imaju pozitivan utjecaj na ovakav način života. 
Nesu dva ili tri jajeta u gnijezdo na drvetu i oba ih spola inkubiraju.

## Drugi projekti
|  | Zajednički poslužitelj ima još gradiva o temi Mravarice |
|  | Wikivrste imaju podatke o taksonu Mravarice             |